# Les Micro-Humains
 (juillet 2014).
Les Micro-Humains est un roman de Bernard Werber, deuxième opus de la saga Troisième Humanité, publié le 2 octobre 2013.

## Résumé
Un an après les événements narrés dans Troisième Humanité, les humains de taille réduite Emachs sont acceptées dans le monde. Leurs créateurs, David Wells, Aurore Kammerer, Natalia Ovitz, Nuç'xia et Penthésilée, gèrent la nouvelle population en louant les services des Emachs pour des interventions diverses nécessitant un travail de haute précision. Cependant, une affaire va poser la question du statut juridique et biologique de cette nouvelle espèce : est-ce une simple nouvelle race animale ou une véritable nouvelle humanité ? De leurs côtés, les Emachs préparent en secret leur évasion, alors que 109, toujours en vie et cachée, cherche à comprendre cette race de géants qui les ont créée. 